# Котиши
Котиши (груз. ქოთიში) — село в Грузии, на территории Тетрицкаройского муниципалитета края (мхаре) Квемо-Картли.

## География
Село находится в юго-восточной части Грузии, на правом берегу реки Алгети, на расстоянии приблизительно 22 километров (по прямой) к востоку от города Тетри-Цкаро, административного центра муниципалитета. Абсолютная высота — 509 метров над уровнем моря.

## Население
По результатам официальной переписи населения 2014 года в Котиши проживало 111 человек (53 мужчины и 58 женщин). В национальной структуре населения грузины составляли 100 %.
| Год  | Население, человек |
| ---- | ------------------ |
| 2002 | 21                 |
| 2014 | ↗ 111              |